# エリフ・ルート
エリフ・ルート（Elihu Root, 1845年2月15日 - 1937年2月7日）は、アメリカ合衆国の法律家・政治家である。ウィリアム・マッキンリーとセオドア・ルーズベルト政権にて41代目アメリカ合衆国陸軍長官及びセオドア・ルーズベルト政権にて38代目アメリカ合衆国国務長官を務め、1912年にノーベル平和賞を受賞した。

## 生い立ちと初期の経歴
1845年2月15日、エリフ・ルートはニューヨーク州ユーティカ郊外のクリントンにおいて誕生した。ルートは地元の公立学校で学んだ後、ハミルトン大学へと進学した。ルートは友愛会シグマ・ファイに参加し、やがて指導的な立場となった。1864年、ルートは大学を首席で卒業した。卒業後はローマ・アカデミーでおよそ1年間、教鞭をとった。1867年、ルートはニューヨーク大学・ロー・スクールを卒業し、同年に弁護士として認可を受けた。
ルートはニューヨーク市内で弁護士業を開業し、主に会社法の案件を扱った。ルートはウィリアム・ツィードの汚職事件に際し、最年少の弁護人を務めた。ルートのクライアントには、ジェイ・グールド、チェスター・アーサー、チャールズ・アンダーソン・ダナ、ウィリアム・コリンズ・ホイットニー、トマス・フォーチュン・ライアン、エドワード・ヘンリー・ハリマンらがいた。
チェスター・アーサーが大統領に就任すると、ルートはニューヨーク州南地区担当の連邦検察官として任命を受けた。ルートは1883年から1885年まで連邦検察官を務めた。1894年にはニューヨーク州憲法制定会議のメンバーとなった。ルートはニューヨークのユニオン・リーグ・クラブに参加し、1898年から1899年かけて、および1915年から1916年にかけて、会長を2度務めた。

## 政治経歴

### アメリカ合衆国陸軍長官

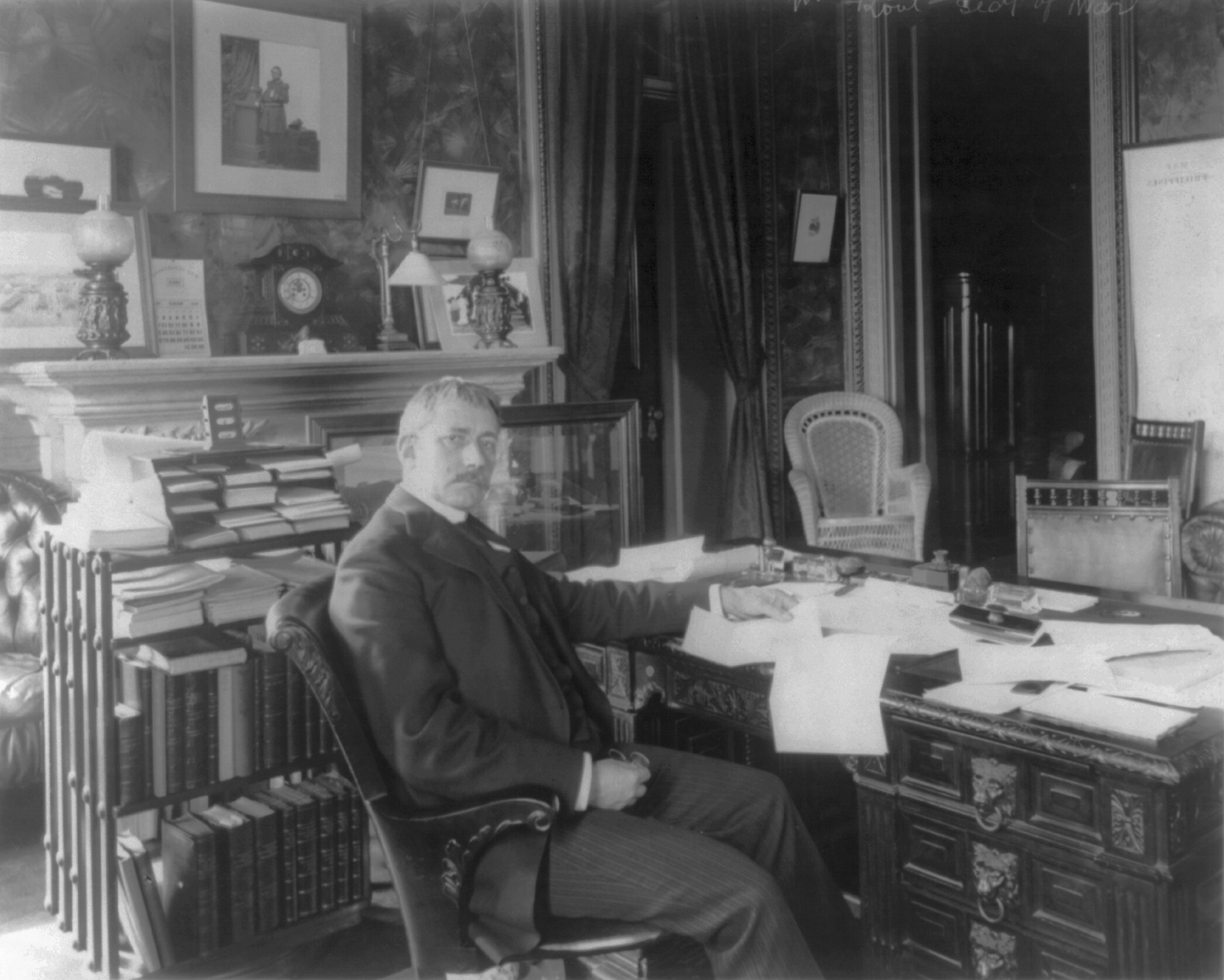
陸軍長官時代のエリフ・ルート

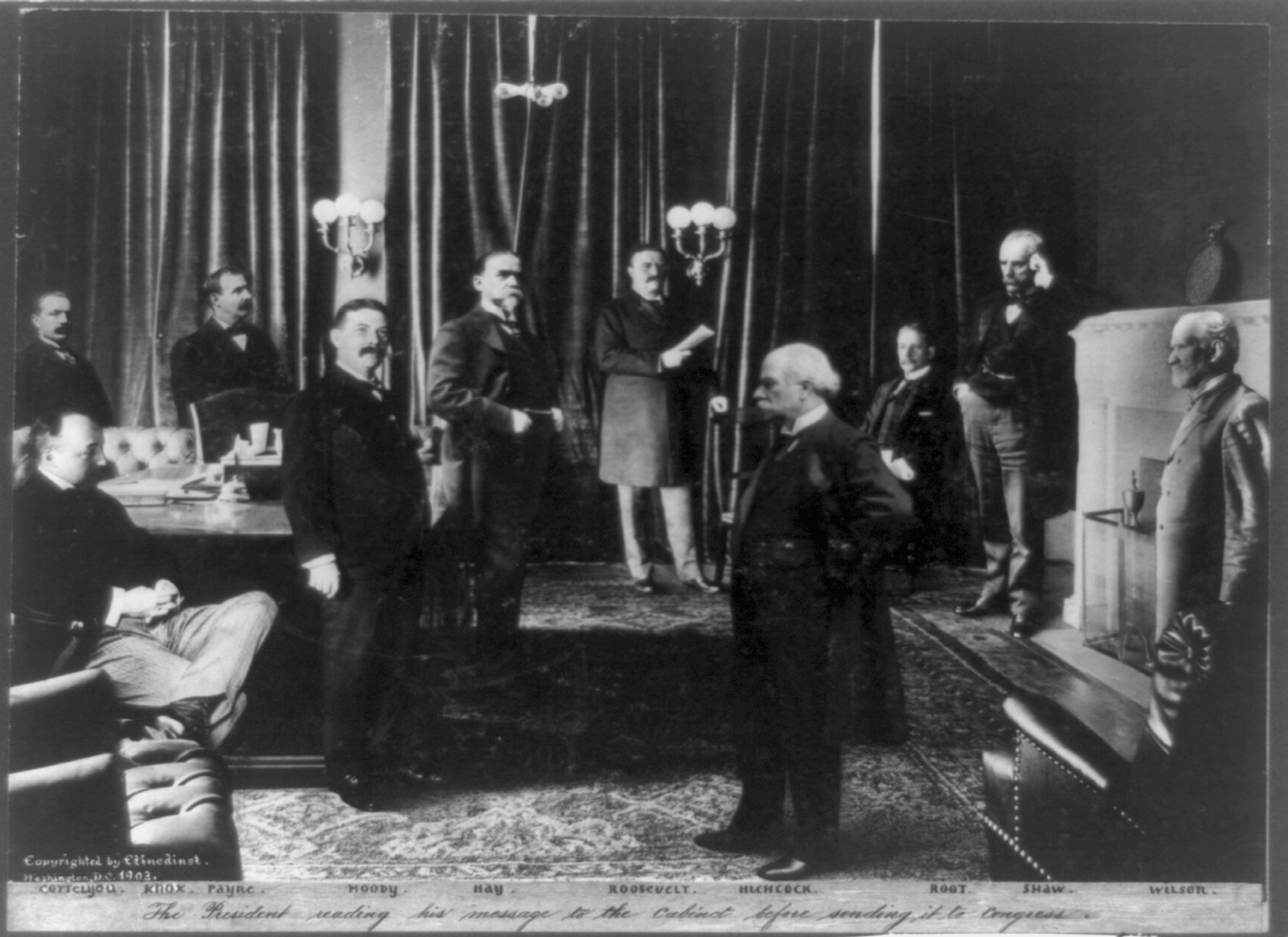
ルーズベルト大統領とその閣僚たち

ルートはウィリアム・マッキンリー大統領およびセオドア・ルーズベルト大統領の下で、1899年から1904年まで陸軍長官を務めた。ルートは陸軍組織の再編成を行った。ルートは昇進の手続きを変更を実施し、また参謀から士官へ転身する手続きを形式化した。ルートは陸軍士官学校を拡張し、一般参謀を養成するための陸軍大学を新たに設立した。またルートは、特殊任務に特化した教育施設も組織した。
ルートは米西戦争後に獲得した新たな領地に関心を示した。ルートはキューバの統治方法を検討し、フィリピン政府の政府憲章を作成した。またプエルトリコからアメリカに輸入した物品にかかる関税を除外した。ルートは1904年に陸軍長官を退任し、弁護士業に復帰した。

### アメリカ合衆国国務長官
1905年、セオドア・ルーズベルト大統領は、国務長官ジョン・ヘイの死に際し、ルートを後任の国務長官に指名した。ルートはその要請を受諾し、1905年から1909年まで国務長官を務めた。ルートは領事事務を専門に扱う領事局を設置した。また極東での門戸開放政策の維持を図り、新4国借款団を提起した。
ルートは1906年に中南米を歴訪し、各国政府に対してハーグ平和会議への参加を呼びかけた。1908年、ルートは極東地域での領土認識や経済政策の安定を図るため、日本と高平・ルート協定を締結した。この条約で、日本およびアメリカは、海軍強化の制限を行った。ルートは、アラスカに関するカナダとの国境紛争を解決するためイギリスと協調した。また北太平洋での漁獲権問題でも、イギリスと協調を図った。ルートは国際紛争の解決のための仲裁に、積極的に関与した。

### アメリカ合衆国上院議員
ルートは1909年から1915年まで1期6年、ニューヨーク州選出連邦上院議員を務めた。ルートは共和党に所属し、司法委員会で積極的に活動した。2期目の再選は辞退した。
1910年、ルートはニューヨーク・タイムズ紙において、所得税に関する憲法修正を支持した。この案は、1913年に修正第16条として成立した。

### 第一次世界大戦

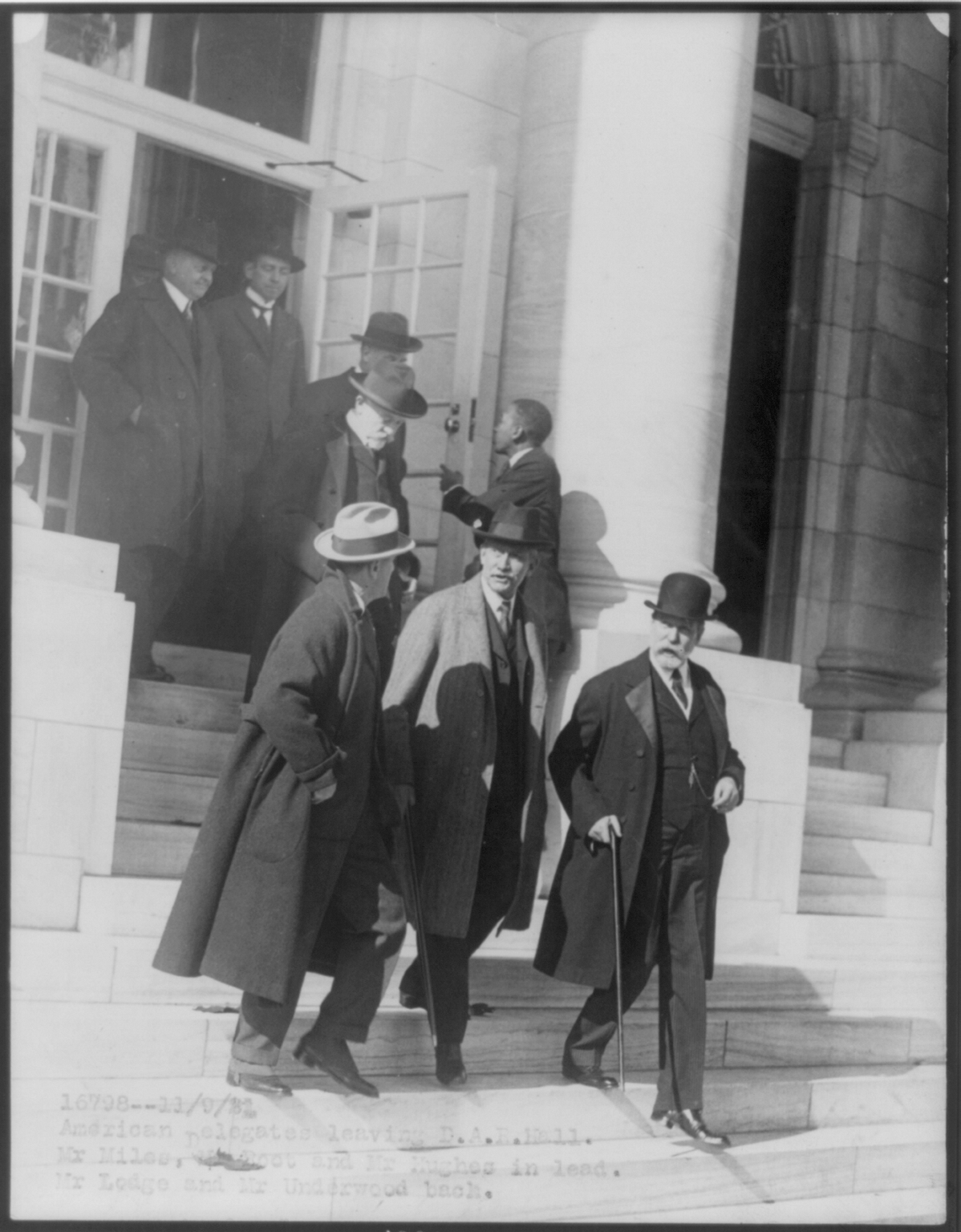
ワシントン会議に出席したエリフ・ルート

1912年、ルートは調停を介した国家間の協調を評価され、ノーベル平和賞を受賞した。第一次世界大戦勃発後、ルートはウッドロウ・ウィルソン大統領の中立政策に反対した。だがアメリカが戦争に参戦すると、一転してウィルソン大統領を支持した。
1916年6月、ルートは共和党党員集会において大統領指名候補に挙げられた。共和党全国大会での第1回目指名投票では、チャールズ・エヴァンズ・ヒューズ253票、ジョン・ウィンゲイト・ウィークス105票に次ぐ、103票を獲得した。なお本選挙では民主党ウッドロウ・ウィルソンがヒューズを下した。
1917年6月、ルートはウィルソン大統領の勅命を受けて、ロシアへ派遣された。ルートは2月革命後の臨時政府との協調関係を図った。この出張には連邦上院の大物も多数随伴し、ウラジオストクまで鉄道でシベリアを横断旅行した。ルートはペトログラードに残り、1ヶ月近く滞在した。ルートは現地の住民について「誠実で親切だ。よい人々だ。だが混乱し、呆然としている」と言及した。
第一次世界大戦後、ルートは国際連盟で法律家委員会に加わり、常設国際司法裁判所の設立を支援した。1921年、ルートはニューヨークで外交問題評議会を創設し、初代議長を務めた。1922年、ウォレン・ハーディング大統領はルートをワシントン会議に全権代表として派遣した。

## 国際機関の設立

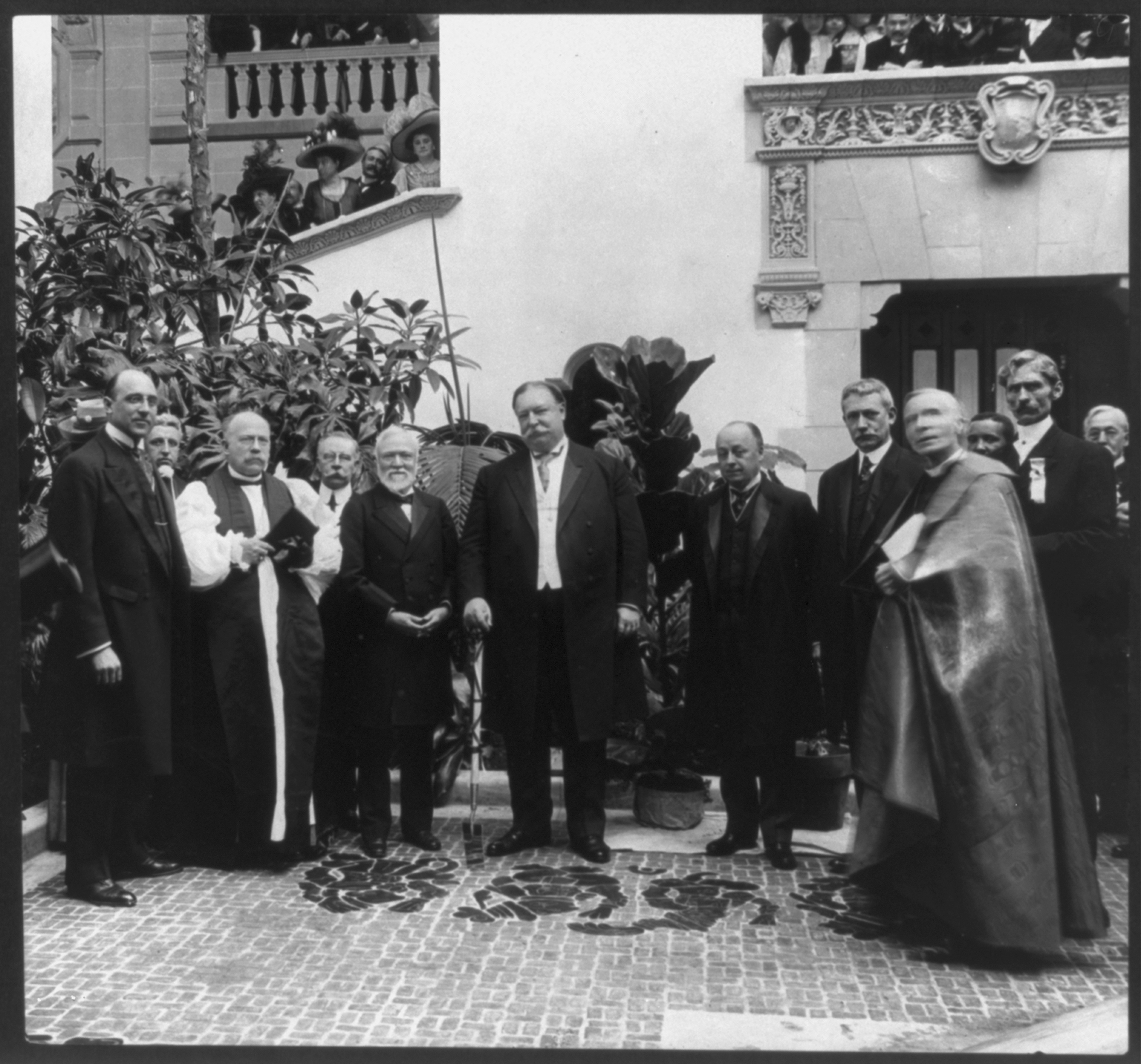
アンドリュー・カーネギー、ウィリアム・タフトらとの写真

1906年、ルートはアメリカ国際法学会の設立を支援した。ルートは国際平和および科学振興のため、アンドリュー・カーネギーと提携した。ルートは1910年から1925年までカーネギー国際平和基金で初代会長を務めた。またルートは同会長として1923年、ハーグ国際法アカデミーの設立を支援した。ルートはアメリカ法律協会の創立者の1人でもあった。ルートはさらに、アメリカ平和協会で副会長も務めた。
ルートは1912年にノーベル平和賞を受賞した。加えてルートは、ベルギーの王冠勲章グランドコードンおよびギリシャのゲオルク1世勲章グランドコマンダーを授けられた。

## 晩年

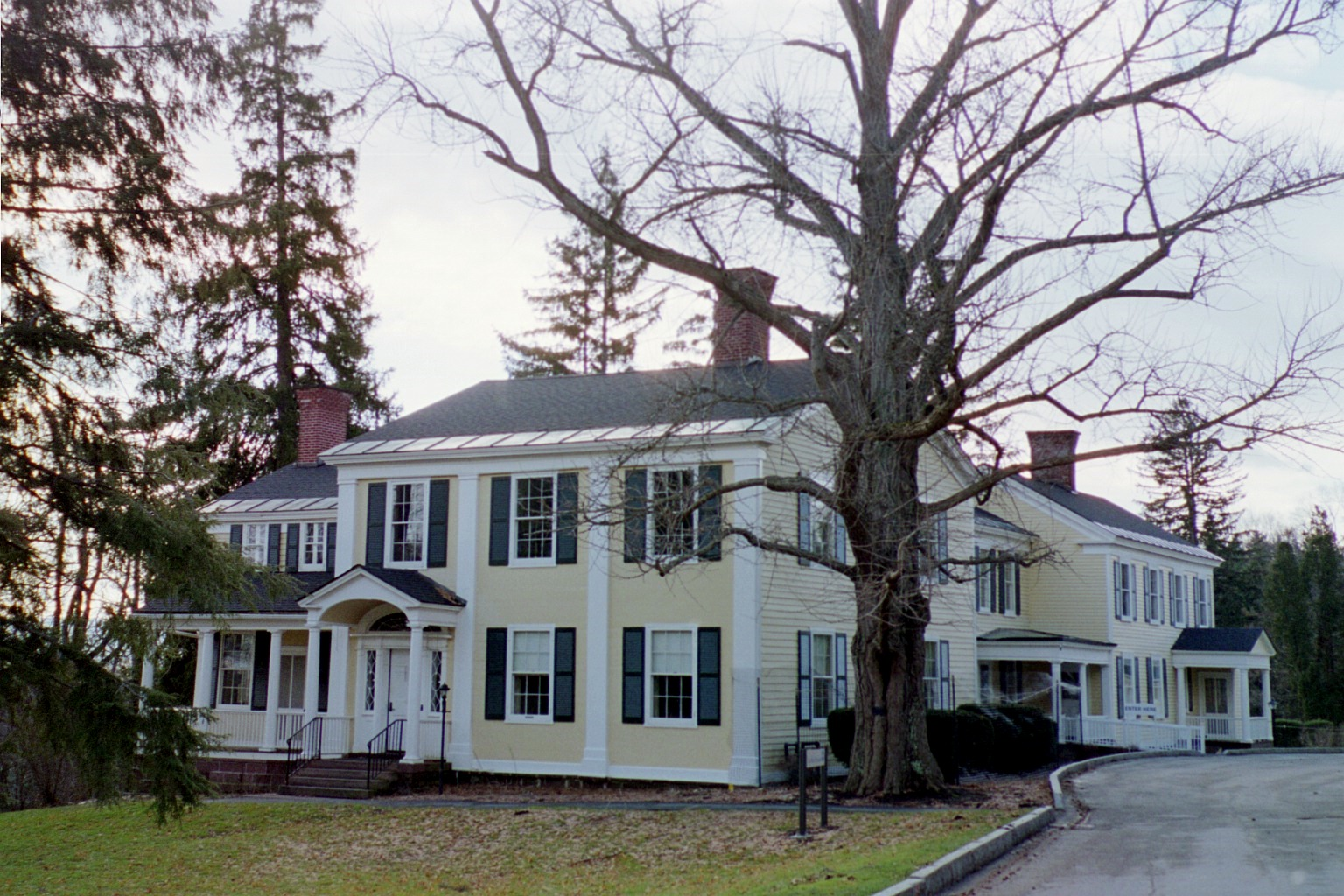
エリフ・ルートの自邸

1937年2月7日、ルートはニューヨーク市内において死去した。ルートの遺体はハミルトン大学墓地に埋葬された。ルートが1893年に購入した自邸「エリフ・ルート・ハウス」は、1972年にアメリカ国定歴史建造物に指定された。

## 家族
エリフ・ルートの父親はオレン・ルート (Oren Root)、母親はナンシー・ホイットニー・バトリック (Nancy Whitney Battrick) であった。父親のオレンはハミルトン大学の数学教授を務めていた。
1878年、ルートはクララ・フランシス・ウェールズ (Clara Frances Wales) と結婚した。クララは科学雑誌サイエンティフィック・アメリカンの編集長セイラム・ウェールズの娘であった。ルートはクララとの間に、3人の子供をもうけた。
1. イーディス・ルート (Edith Root) - ユリシーズ・グラント3世と結婚
2. エリフ・ルート (Elihu Root) - 法律家
3. エドワード・ウェールズ・ルート (Edward Wales Root) - ハミルトン大学美術教授

## 著作物
- Citizen's Part in Government. Yale University Press, 1911.
- Experiments in Government and the Essentials of the Constitution. Princeton University Press, 1913.
- Addresses on International Subjects. Harvard University Press, 1916.
- Military and Colonial Policy of the United States. Harvard University Press, 1916.
- Miscellaneous Addresses. Harvard University Press, 1917.
- Men and Policies: Addresses by Elihu Root. Harvard University Press, 1925.